# Zoltán Medvegy
Zoltán Medvegy (* 21. März 1979) ist ein ungarischer Schachmeister. Medvegy erhielt im Jahr 2002 den Großmeistertitel.
Medvegy siegte oder belegte vordere Plätze in mehreren Turnieren: Zweimal I. Platz bei einem First Saturday-Turnier Budapest (1998), I-II. Platz in Hamburg (1999), I. Platz in Szombathely (2001),  I. Platz bei einem First Saturday-Turnier Budapest (2001),  I-II. Platz bei einem First Saturday-Turnier Budapest (2002), I-II. Platz in Schwarzach (2002), I. Platz in Balatonlelle (2005), I. Platz in Zalakaros (2007) und I-II. Platz in Zalakaros (2008). 2016 belegte er in Dresden den dritten Platz im ZMDI Open.
1998 errang er mit der ungarischen Mannschaft den dritten Platz bei der Junioren-Mannschaftsweltmeisterschaft.
In der ungarischen Mannschaftsmeisterschaft spielte er bis 2008 und erneut von 2013 bis 2015 für Statisztika PSC (seit 2008 Mátyásföldi Lawn Tenis Club), von 2008 bis 2013 und erneut seit 2015 spielte er für die Mannschaft von Aquaprofit NTSK, mit der er 2009, 2010, 2011, 2012, 2013, 2016, 2017, 2018, 2019 und 2020 ungarischer Mannschaftsmeister wurde. 
Medvegy spielte in der deutschen Schachbundesliga von der Saison 2004/05 bis zur Saison 2014/15 für den Schachclub Eppingen.
In der bosnischen Premijer Liga spielte er 2009 für den ŠK Bihać.
Seine ältere Schwester Nóra Medvegy ist Großmeister der Frauen.